# Wygoda (Imielno)
Pour les articles homonymes, voir Wygoda.
Wygoda est une localité polonaise de la gmina d'Imielno, située dans le powiat de Jędrzejów en voïvodie de Sainte-Croix.